# Harald Rosenløw Eeg
Harald Rosenløw Eeg (Tønsberg, 18 augustus 1970) is een Noors schrijver die meermaals bekroond werd. Enkele van zijn boeken werden vertaald naar het Nederlands.

## Levensloop
Eeg studeerde af in godsdienstwetenschappen aan de universiteit van Oslo en begon zijn loopbaan als godsdienstleraar en -pedagoog. In zijn vrije tijd was hij actief als technomuzikant.
In 1995 maakte hij zijn debuut met zijn jeugdroman Glasskår, dat in het Nederlands verscheen onder de titel Scherf. Voor zijn boek werd hij bekroond met zowel de Tarjei Vesaas' debutantpris als de debutantenprijs voor kinder- en jeugdliteratuur van de protestantse kerk. De verfilming van het boek in 2002 leverde regisseur Lars Berg de Glazen beer op van de kinderjury tijdens het internationaal filmfestival van Berlijn.